# Curtis John Guillory

Wappen von Curtis John Guillory

Curtis John Guillory SVD (* 18. September 1943 in Mallet) ist ein US-amerikanischer Ordensgeistlicher und emeritierter römisch-katholischer Bischof von Beaumont.

## Leben
Curtis John Guillory trat der Ordensgemeinschaft der Steyler Missionare bei und der Weihbischof in Panama, Carlos Ambrosio Lewis Tullock SVD, spendete ihm am 16. Dezember 1972 die Priesterweihe.
Papst Johannes Paul II. ernannte ihn am 29. Dezember 1987 zum Titularbischof von Stagnum und zum Weihbischof in Galveston-Houston. Der Bischof von Galveston-Houston, Joseph Anthony Fiorenza, spendete ihm am 19. Februar des nächsten Jahres die Bischofsweihe; Mitkonsekratoren waren Philip Hannan, Erzbischof von New Orleans, und James Terry Steib SVD, Weihbischof in Saint Louis.
Am 2. Juni 2000 wurde er zum Bischof von Beaumont ernannt und am 28. Juli desselben Jahres in das Amt eingeführt. Papst Franziskus nahm am 9. Juni 2020 seinen altersbedingten Rücktritt an.